# Fernpasset
Fernpas (højde 1.216 m.o.h.) er et bjergpas i de tyrolske alper i Østrig. Det ligger mellem Lechtal Alperne mod vest og Mieming-bjergene mod øst. Den højeste top i Tyskland, Zugspitze, er 13,5 km væk mod nordøst. Passet ligger mellem Grubigstein (2.233 m.o.h.) mod nordvest, Wannig (2.493 m.o.h.) mod sydøst og Loreakopf (2.471 m.o.h.) mod vest.
Ruten er oprindeligt et gammelt pas fra romertiden. Dagens vej er kendt som Fernpass Straße (B 179). Den forbinder Reutte gennem Lermoos-tunnelen med Tarrenz og Imst. Via B 187 og B 189 fører den også til Garmisch-Partenkirchen i Tyskland. Den forbinder også Lech-floddalen med Inn-floddalen. Derfor fører den mere trafik end næsten noget andet pas i de østlige Alper, undtagen Brennerpasset. Den stejleste stigning er 8 procent, og højdestigningen fra Reutte til passet er 359 m. På den anden side af Telfs er højdestigningen 579 m.

## Galleri
- Schartenkopf
- Zugspitze (Tyskland)